# Panzer Front
Panzer Front — танковый симулятор Второй мировой войны с элементами стратегии.

## Описание
Игра Panzer Front разработанная японцем Яшими Ишузу, является наиболее правдивым и реалистичным танковым симулятором танков Второй Мировой войны. Игра была выпущена в Японии для консолей Dreamcast и PlayStation 22 декабря 1999 года, компанией по выпуску видеоигр ASCII Corporation (подразделение корпорации Kadokawa Group Holdings).
10 Сентября 2001 Panzer Front был выпущен для PlayStation в английской версии в Северной Америке, в формате NTSC, издателем Agetec Inc. («Ascii Game Entertainment TEChnology»), и в многоязычной версии для Европы в формате Pal компанией Enterbrain (европейское отделение корпорации Kadokawa Group Holdings). В Японии 8 января 2001 вышла расширенная версия Panzer Front bis. для консоли PlayStation, которая не была выпущена для Dreamcast (bis в переводе с французского означает «улучшенный»).
Panzer Front bis. для PSX имеет десять новых миссий, режим Story в котором присутствует аркадная сюжетная линия с несколькими CG роликами. В режиме Story можно пройти игру двумя разными путями — за самоходчика и за танкиста.
Игрок может управлять различными типами танков в трёх компаниях: за Рабоче-Крестьянскую Красную Армию (РККА), союзников и вермахт. Игра включает в себя двадцать семь уровней, три уровня сложности, имеет два режима игры в которых можно выбирать между машинами — прототипами и серийно выпускавшимися видами средних и тяжёлых танков.
Командуя взводом из трёх-четырёх танков, можно вести бой в составе заданного
построения или прокладывать каждому танку индивидуальный маршрут.
Представленные в разделе «Выбор танков» машины : E-79, Aureole, СУ-122-С, ИС-152, Shortbull, Е-69-E3 не имеют реальных исторических аналогов, но их технические параметры частично соотносятся с проектами не получившими воплощения в металле, разработчики игры воссоздали их в качестве футуристической техники, позволяющими пройти кампанию на танках — прототипах.
В разделе «Тактика» представлены серийные модели танков принимавшие участие в сражениях Второй мировой войны. Тактико-технические данные танков — такие как скорость движения по пересечённой местности, соотношение бронирования и мощности орудия выполнены на высоком уровне реализма для основных типов танков СССР, Германии, США и Англии. Главное внимание в игре уделено соответствию тактико-технических данных виртуальных боевых машин их реальным аналогам, и в большинстве усреднённых значений они практически идентичны настоящим танкам Второй Мировой.
Технические параметры включают в себя расчёт соотношения мощности орудия и бронирования танков на уровне HARD, тактико-технические данные соответствуют для большинства танков их реальным аналогам по большинству параметров, которые были тщательно смоделированы разработчиками и были точно перенесены в игровое пространство.
В игре присутствуют пехота, бронетранспортёры, противотанковые пушки, а также авиация в некоторых миссиях.
При расчёте бронепробиваемости на максимальном уровне сложности в игре ведётся обсчёт прицельной дальности, рассчитывается вероятность рикошета снаряда в зависимости от толщины брони в месте попадания, траектории полёта снаряда, и угла встречи снаряда с углом брони противника при его попадании в цель. Снаряды из танковых пушек после выстрела летят по реалистичной баллистической дуге, что позволяет попадать в танки и доты противника скрывающиеся в складках местности.
Противотанковые снаряды как и в настоящих танковых боеприпасах Второй мировой войны имеют встроенные донные трассёры позволяющие наблюдать траекторию полёта выпущенных вашим танком и танками противника снарядов.
Местность, на которой ведётся сражение, имеет узнаваемый рельеф как для Западной, так и для Восточной Европы.
Panzer Front всегда предоставляет динамическое изменение ситуации, при попытке пройти миссию незначительно изменив направление движения в сторону от предыдущего маршрута, прохождение и тип необходимых действий кардинально меняется.
В игре были использованы исторически достоверные детали, например: лозунги на советских танках, танки КВ несут имя «Димитрий Донской» из одноимённой танковой колонны. В декабре 1942 года глава Русской православной церкви митрополит Сергий обратился к верующим с призывом о сборе средств на постройку танковой колонны имени Дмитрия Донского, и вскоре состоялся обмен телеграммами между митрополитом Сергием и Сталиным, который дал указание об открытии специального счёта в Государственном банке СССР.
Германские машины несут боевой номер танка в соответствии с нумерацией танков в танковом подразделении, «Тигр» командира 2-й роты 101 Тяжёлого Танкового Батальона Михаэля Витмана, в игре в миссии в Виллерс Бокаж, несёт бортовой номер 231, расшифровка тактического номера: 2 — вторая рота,3 — третий взвод, 1 — нумерация машины взвода. «Тигр» Михаэля Витмана в сражении на шоссе Кан-Синту имел тот же номер что и в игре — 007, это обозначение штабной машины 101 ТТБ.
Внутренние виды кабины танка в игре отсутствуют.
В игре реализовано три основных вида:
Первый — чуть выше и позади танка, используйте его для наблюдения за полем боя во время миссии.
Второй — из прицела орудия имитирующий оптику, и для удобства игрока он несколько затемнён.
Третий — с места командира — в отличие от прицела он имеет более детализированный дальний ракурс, что даёт возможность лучше оглядеть местность, зачастую при отключённых маркерах противника скрывающегося в складках местности на большом удалении, удаётся разглядеть только с его помощью.
В финальный релиз игры для консолей Dreamcast и Sony PlayStation, не попало большое количество военной техники, которая была разработана для игры, но её можно использовать в редакторе миссий в Panzer Front bis.
Для Sony PlayStation 2 в 2004 году вышло продолжение игры — Panzer Front Ausf. B.